# Toter Mann
Toter Mann (Mortul) este un film thriller german, produs în 2001 în regia lui Christian Petzold.

## Acțiune
Avocatul Thomas (André Hennicke) din Stuttgart care nu era tocmai un idol al femeilor, nu-și poate lua ochii de la femeia tânără care iese ca o nimfă din bazinul de înot. Spre norocul lui zâna blondă Leyla (Hoss), acceptă în cele din urmă invitația de a lua masa împreună cu el, iar noaptea o petrece la el, ascutând muzică. Dimineața, Thomas se trezește că Leyla este deja plecată și a dispărut și notesul cu datele private ale clienților săi . Thomas a fost avocatul deținutului Blum (Sven Pippig) care este lăsat liber după 14 ani de detenție. Într-o cantină Blum face cunoștință cu Leyla, astfel lucrurile pentru Thomas se vor complica. Avocatul ajunge la concluzia că cele petrecute cu el, n-au fost o întâmplare ci toate au făcut parte dintr-un plan viclean.

## Distincții
- 2003: Premiul Adolf-Grimme